# Liolaemus puritamensis
Liolaemus puritamensis — вид ігуаноподібних ящірок родини Liolaemidae. Мешкає в Андах.

## Поширення і екологія
Liolaemus puritamensis мешкають в Андах на південному заході болівійського департаменту Потосі, на заході чилійського регіону Антофагаста і на північному заході аргентинської провінції Жужуй. Вони живуть на високогірних луках пуна, в норах. Зустрічаються на висоті від 4200 до 4700 м над рівнем моря. Є всеїдними і живородними.